# HMS Orion (1910)
La HMS Orion fu la prima nave dell'omonima classe di quattro corazzate dreadnought costruite dalla Royal Navy nei primi anni 1910. Passò la maggior parte della sua carriera assegnata alla Home e Grand Fleet, generalmente servendo come ammiraglia. Oltre alla fallita intercettazione di alcune navi tedesche che avevano bombardato Scarborough, Hartlepool e Whitby nel 1914, la battaglia dello Jutland nel maggio 1916 e l'inconclusiva azione del 19 agosto 1916, il suo servizio nella prima guerra mondiale consistette generalmente in pattugliamenti del Mare del Nord e in esercitazioni.
Dopo che la Grand Fleet fu disciolta nel 1919, La Orion fu trasferita alla Home Fleet per pochi mesi prima che fosse riassegnata alla Reserve Fleet. Servì come nave scuola per artiglieri dalla metà del 1921 fino all'anno seguente quando fu messa in lista per la demolizione. La nave fu venduta per la demolizione verso la fine del 1922.

## Progetto e descrizione
Le navi della classe Orion furono progettate in risposta all'inizio del programma navale tedesco, che voleva portare la Germania ad avere una flotta paragonabile a quella britannica, e furono molto più grandi delle precedenti corazzate della classe Colossus per poter trasportare cannoni più grandi e potenti e più armatura. Come riconoscimento di questi raggiungimenti la classe fu spesso chiamata la prima di "super-dreadnoughts". Le navi avevano una lunghezza fuoritutto di 177,1 m, un baglio massimo di 27 m e un'immersione di 9,5 m. Dislocavano 22 274 t a carico normale e 26'007 t a pieno carico. Nel 1918 il pieno carico fu aumentato a 29 575 t. L'equipaggio consisteva in 754 tra ufficiali e marinai nel 1914.
La classe Orion era propulsa da due set di turbine a vapore Parsons, ognuno movente due alberi, usando il vapore delle 18 caldaie a carbone Babcock & Wilcox. Le turbine furono scelte perché generanti 20'00 kW di potenza, necessari per portare la nave a 21 nodi. Le navi avevano un'autonomia di 6 730 miglia nautiche alla velocità di crociera di 10 nodi. Durante le prove in mare del settembre 1911, la Orion raggiunse la velocità di 21,3 nodi da 22 783 kW.

### Armamento e corazzatura
La classe Orion era equipaggiata con 10 cannoni Mk V da 343 mm in cinque torrette idrauliche binate, tutte sull'asse di simmetria. Le torrette erano chiamate 'A', 'B', 'Q', 'X' e 'Y', da prua a poppa. L'armamento secondario consisteva in 16 cannoni Mk VII da 102 mm. Questi cannoni erano suddivisi equamente tra soprastrutture di prua e poppa, tutti in montature singole. Quattro cannoni da 47 mm a salve erano a bordo per le salve di saluto. Le navi erano equipaggiate con tre tubi lanciasiluri da 533 mm, uno su ogni fiancata più uno a poppa, per i quali erano immagazzinati 20 siluri a bordo.
Le Orion erano protette al galleggiamento da una cintura corazzata da 305 mm che si estendeva tra le barbette. I ponti spaziavano in spessore tra 25 e 100 mm con le porzioni più spesse a poppa a protezione del meccanismo del timone. Le piastre frontali delle torette dell'armamento principale erano spesse 279 mm e le torrette stesse erano poste su barbette da 254 mm.

### Modifiche
Nel 1914 i cannoni sul ponte furono posti dentro casematte. Per l'ottobre 1914 furono aggiunti un paio di cannoni contraerei da 76 mm. Il sistema di puntamento fu installato su di una piattaforma sotto la coffa di avvistamento nell'aprile-maggio 1915. Dopo la battaglia dello Jutland fu aggiunta ulteriore corazzatura nel maggio 1916. Nello stesso periodo i cannoni a salve furono rimossi e la nave fu modificata per poter operare palloni aerostatici. Verso la fine del 1917 la Orion fu l'unica nave della Royal Navy a ricevere un sistema di puntamento anche per l'artiglieria secondaria. Due catapulte per aerei furono poste sulle torrete 'B' e 'Q' tra il 1917 e il 1918. Un telemetro per alzi elevati fu montato sulla sovrastruttura prodiera nel 1921.

## Costruzione e carriera
L'Orion, chiamata così per il cacciatore mitologico Orione, fu la quarta nave con questo nome a sevire nella Royal Navy (RN). La nave fu impostata presso l'HMBN di Portsmouth il 29 novembre 1909. Fu varata il 20 agosto 1910 ed entrò in servizio il 2 gennaio 1912. Incluso l'armamento, il costo è ritenuto tra 1 855 917 £ e 1 918 773 £. L'Orion fu assegnata alla 2nd Division della Home Fleet come ammiraglia del contrammiraglio Sir Herbert King-Hall, il secondo in comando della divisione. La nave fu lievemente danneggiata il 7 gennaio quando la corazzata pre-dreadnought Revenge  ruppe gli ormeggi e colpì la prua della Orion. La divisione fu ridesignata 2nd Battle Squadron (BS) il 1 maggio. La nave, insieme alle gemelle Thunderer e Monarch, partecipò alla Parliamentary Naval Review (rivista navale del parlamento) il 9 luglio a Spithead. Parteciparono anche a manovre d'allenamento. King-Hall fu sostituito dal contrammiraglio Rosslyn Wemyss il 29 ottobre. Il 13 novembre la nave partecipò a prove di fuoco comparative con la Thunderer per valutare l'efficacia della direzione di tiro della seconda. La Thunderer decisamente fece meglio della Orion, anche se parte del successo è dovuto al fatto che la sua direzione di tiro si trovava sopra il fumo che oscurava il bersaglio per la Orion. Il test fu replicato i condizioni migliori il 4 dicembre e la Orion fece molto meglio, apparentemente battendo la Thunderer. Le tre navi gemelle erano presenti con il 2nd BS a ricevere il presidente francese Raymond Poincaré a Spithead il 24 giugno 1913 e poi parteciparono alle annuali manovre della flotta in agosto. Wemyss fu sostituito a sua volta dal contrammiraglio Sir Robert Arbuthnot il 28 ottobre. Il capitano Frederic Dreyer assunse il comando dell'Orion lo stesso giorno. Il 4 novembre, la Orion, la Thunderer, la King George V e la pre-dreadnought King Edward VII spararono e affondarono la nave bersaglio Empress of India per dare ai loro equipaggi l'esperienza di aver sparato proiettili veri contro una nave vera.

### Prima guerra mondiale
Tra il 17 e il 20 luglio 1914 la Orion prese parte al test di mobilitazione della flotta e alla rivista come parte della risposta britannica alla crisi di luglio. Arrivò a Portland il 25 luglio e quattro giorni dopo le fu ordinato di procedere col resto della Home Fleet verso Scapa Flow per salvaguardare la flotta da un possibile attacco a sorpresa tedesco. Nell'agosto 1914, dopo l'inizio della guerra, la Home Fleet fu riorganizzata nella Grand Fleet e poata sotto il comando dell'ammiraglio Sir John Jellicoe. l'8 agosto la Orion stava trainando un bersaglio per le corazzate Ajax e Monarch quando l'ultima riportò di essere stata attaccata senza danni da un siluro e l'esercizio di tiro fu sospeso. Quasi due settimane dopo la nave iniziò ad avere seri problemi con i condensatori e Jellicoe ordinò che fossero ritubolati mentre la nave era alla base di rifornimento di Loch Ewe,  sulla costa nordovest della Scozia. L'Orion si riunì alla Grand Fleet il 9 settembre. Ripetute notizie di sottomarini a Scapa Flow portarono Jellicoe a concludere che le difese lì fossero inadeguate e ordinò che la Grand Fleet si disperdesse tra altre basi fino a quando le difese non fossero state rinforzate. Il 16 ottobre il 2nd BS fu mandato al Loch na Keal sulla costa occidentale della Scozia. La squadra partì per esercizi di tiro davanti alla costa nord dell'Irlanda il mattino del 27 ottobre e la corazzata Audacious colpì una mina, posata qualche giorno prima dall'incrociatore corsaro tedesco SS Berlin. Pensando che la nave fosse stata silurata da un sottomarino le altre corazzate furono fatte allontanare dall'area, mentre le navi più piccole prestavano soccorso. Poco dopo la Orion dovette essere mandata a Greenock per riparare le sedi delle sue turbine.

#### Bombardamento di Scarborough, Hartlepool e Whitby
La Room 40 della Royal Navy intercettò e decrittò il traffico radio tedesco contenente i piani per un attacco tedesco contro i paesi costieri di Scarborough, Hartlepool e Whitby a metà del dicembre 1914 usando quattro incrociatori da battaglia del I Aufklärungsgruppe del Konteradmiral Franz von Hipper. Il messaggio radio non menzionava che la Hochseeflotte con quattordici dreadnought e otto pre-dreadnought avrebbero rinforzato Hipper. Le navi di entrambi gli schieramenti partirono dalle loro basi il 15 dicembre e i Britannici intendevano tendere un'imboscata alle navi tedesche sulla via del ritorno. Furono radunate sei corazzate del 2nd BS del viceammiraglio Sir George Warrender inclusa la Orion e le sue gemelle Monarch e Conqueror e quattro incrociatori del viceammiraglio Sir David Beatty.
Le forze di protezione di entrambi i lati si incrociarono nell'oscurità delle prime ore del 16 dicembre con il brutto tempo. I Tedeschi ebbero la meglio nel primo scambio di fuoco danneggiando severamente vari cacciatorpediniere britannici ma l'ammiraglio Friedrich von Ingenohl, comandante della Hochseeflotte, ordinò alle sue navi di invertire la rotta, preoccupato dalla possibilità di un attacco di massa da parte dei cacciatorpediniere britannici alla luce dell'alba. Una serie di comunicazioni errate e di errori dei Britannici permisero alle navi di Hipper di evitare l'ingaggio con le forze di Beatty. Uno di questi errori occorse quando le vedette della Orion avvistarono l'incrociatore leggero SMS Stralsund e non riuscirono ad ingaggiarlo perché Arbuthnot si rifiutò di aprire il fuoco senza il comando di Warrender.

#### 1915–1916
Le navi di Jellicoe, inclusa l'Orion, condussero esercitazioni di tiro tra il 10 e il 13 gennaio a ovest delle Orcadi e delle Shetland. Il contrammiraglio Arthur Leveson sostituì Arbuthnot il 15 gennaio. La sera del 23 gennaio il grosso della Grand Fleet partì in supporto degli incrociatori di Beatty, ma la flotta era troppo distante per partecipare alla battaglia di Dogger Bank il giorno seguente. Tra il 7 e il 10 marzo la Grand Fleet fece una sortita nel Mare del Nord settentrionale durante la quale condusse manovre d'addestramento. Un'altra crociera simile ci fu tra il 16 e il 19 marzo. L'11 aprile la Grand Fleet condusse un pattugliameto de Mare del Nord centrale e ritornò in porto il 14 aprile. Un altro pattugliamento dell'area fu effettuato tra il 17 e il 19 aprile, seguito da esercitazioni di tiro davanti alle Shetland il 20 e 21 aprile. L'Orion ebbe un breve raddobbo verso la fine di aprile a Devonport.
La Grand Fleet effettuò sortite nel Mare del Nord centrale tra il 17 e il 19 maggio e fra il 29 e il 31 senza incontrare alcuna nave tedesca. Dall'11 al 14 giugno la flotta svolse esercitazioni di tiro ed esercizi di battaglia a ovest delle Shetland e un altro allenamento davanti alle stesse isole iniziò l'11 luglio. Il 2nd BS condusse esercitazioni di tiro nel Moray Firth il 2 agosto e poi ritornò a Scapa Flow. Tra il 2 e il 5 settembre la flotta svolse un'altra crociera nel Mare del Nord settentrionale e svolse esercitazioni di tiro. Per tutto il resto del mese la Grand Fleet svolse numerosi esercizi d'addestramento. La nave, insieme alla maggior parte della Grand Fleet, condusse un'altra sortita nel Mare del Nord tra il 13 e il 15 ottobre. Quasi tre settimane dopo la Orion  partecipò ad un'ulteriore operazione d'addestramento a ovest delle Orcadi tra il 2 e il 5 novembre e ripeté l'esercizio all'inizio di dicembre.
La Grand Fleet uscì in risposta all'attacco tedesco contro forze leggere britanniche vicino al Dogger Bank il 10 febbraio 1916, ma fu richiamata due giorni dopo quando si scoprì che nell'azione non avevano preso parte forze tedesche più grandi di un cacciatorpediniere. La flotta partì per incrociare nel Mare del Nord il 26 febbraio. Jellicoe aveva pensato di usare la Harwich Force per pattugliare la baia di Helgoland ma il maltempo bloccava le operazioni nel Mare del Nord meridionale. Le operazioni furono quindi confinate all'estremo settentrionale del Mare. Un altro pattugliamento iniziò il 6 marzo ma dovette essere abbandonato perché le condizioni meteomarine per i cacciatorpediniere di scorta stavano diventando troppo gravose. Nella notte del 25 marzo la Orion e il resto della flotta lasciarono Scapa Flow in supporto degli incrociatori di Beatty e altre forze leggere che stavano attaccando la base Zeppelin di Tønder. Per il momento in cui arrivò il grosso della flotta, il 26 marzo, le forze tedesche e britanniche si erano già disingaggiate e una forte burrasca metteva in pericolo il naviglio minore, quindi fu ordinato di rientrare alla base. Il 21 aprile la Grand Fleet svolse una dimostrazione davanti a Horns Rev per distrarre i Tedeschi mentre la Marina Imperiale Russa posava nuovamente i suoi campi minati difensivi nel Baltico. La flotta ritornò a Scapa Flow il 24 aprile e fece rifornimento prima di procedere a sud in risposta ai messaggi dell'intelligence che i Tedeschi stessero per lanciare un raid su Lowestoft, ma arrivarono nell'area quando i teutonici avevano già rinunciato. Tra il 2 e il 4 maggio la flotta condusse un'altra dimostrazione davanti a Horns Rev per tenere l'attenzione dei Tedeschi sul Mare del Nord.

#### Battaglia dello Jutland
In un tentativo di stanare e distruggere una porzione della Grand Fleet, la Hochseeflotte, composta da sedici dreadnought, sei pre-dreadnought e navi di supporto, lasciò la baia di Jade al mattino presto del 31 maggio. La flotta navigava insieme a cinque incrociatori di Hipper. La Room 40 intercettò e decrittò il traffico radio tedesco contenente i piani dell'operazione. In risposta, l'Ammiragliato ordinò alla Grand Fleet, in totale 28 dreadnoughts e 9 incrociatori da battaglia, di uscire di notte per accerchiare e distruggere la Hochseeflotte.
Il 31 maggio l'Orion, sotto il comando del capitano Oliver Backhouse, fu la nave di comando della seconda divisione del 2nd BS e fu la quinta nave dall'inizio della linea di battaglia dopo la disposizione.  Durante la prima parte della battaglia la nave sparò quattro bordate di proiettili perforanti alla SMS Markgraf alle 18:32, mettendo fuori uso un cannone da 150 mm e uccidendo i serventi. Verso le 19:15 ingaggiò l'incrociatore da battaglia SMS Lützow ad una distanza di 17 100–18 100 m con sei bordate di proiettili perforanti e pensò di aver colpito la corazzata con le ultime due. Le ultime due bordate in realtà avevano colpito il cacciatorpediniere SMS G38 che stava proteggendo la nave maggiore e preparando una cortina fumogena. La Lützow fu puntata anche dalla Monarch e in questo tempo fu colpita cinque volte dalle due navi gemelle. Misero fuori uso due dei suoi cannoni principali, tolsero momentaneamente energia alla torretta più a poppa e causarono un buon numero di falle. Questo fu l'ultima volta che la Orion usò i suoi cannoni in battaglia, avendo sparato un totale di 51 proiettili ad alto potenziale da 343 mm.

#### Attività seguente
La Grand Fleet uscì il 18 agosto per tendere un'imboscata alla Hochseeflotte mentre avanzava nel Mare del Nord meridionale, ma una serie di comunicazioni errate ed errori impedirono a Jellicoe di intercettare la flotta teutonica prima che ritornasse in porto. Due incrociatori leggeri furono affondati da U-boot tedeschi durante l'operazione, spingendo Jellicoe a decidere di non rischiare le unità maggiori più a sud di 55° 30' N a causa del gran numero di sottomarini e mine. L'ammiragliato condivise l'idea e decise che la Grand Fleet non sarebbe uscita dai porti se non ci fosse stato il bisogno di bloccare un'invasione tedesca o se ci fosse stata una forte possibilità di ingaggiare il nemico in condizioni favorevoli. Il contrammiraglio William Goodenough assunse il comando della divisione il 5 dicembre e il capitano Eric Fullerton sostituì Backhouse il 14 dello stesso mese.
Nell'aprile 1918 la Hochseeflotte uscì di nuovo per attaccare i convogli britannici per la Norvegia. Mantennero il silenzio radio per tutta la durata dell'operazione, fatto che non permise alla Room 40 di mandare alcun'allerta al nuovo comandante della Grand Fleet, l'ammiraglio Beatty. I Britannici vennero a sapere dell'operazione solo dopo che l'incrociatore SMS Moltke dovette comunicare al comando di aver avuto un'avaria. Beatty allora ordinò alla Grand Fleet di prendere il mare ed intercettare i Tedeschi ma non fu capace di raggiungere i nemici prima che la Hochseeflotte ritornasse in Germania. La nave era presente a Rosyth, in Scozia, quando la Hochseeflotte si arrese il 21 novembre e rimase parte del 2nd BS fino al 1 marzo 1919.
Il 1 maggio 1919 l'Orion fu assegnata al 3rd Battle Squadron della Home Fleet e servì come ammiraglia del contrammiraglio Sir Douglas Nicholson, vicecomandante della squadra. Il 1 novembre il 3rd BS fu sciolto e la Orion fu trasferita alla Reserve Fleet a Portland, insieme alle sue gemelle. Nicholson continuò ad issare la sua bandiera a bordo, anche se ora era comandante della Reserve Fleet. Nicholson ammainò la sua bandiera il 1 aprile 1920 e la nave fu trasferita a Portsmouth per il 14 settembre. L'Orion divenne poi l'ammiraglia della Reserve Fleet, che era comandata dal viceammiraglio Richard Phillimore. Nel giugno 1921 divenne una nave d'addestramento per l'artiglieria a Portland. Il 12 aprile 1922 fu radiata e posta sulla lista di vendita secondo gli accordi del trattato navale di Washington. il 19 dicembre l'Orion fu venduta perla demolizione a Cox and Danks e arrivò a Upnor nel febbraio 1923 per essere demolita.